# Operation Desecrate One
Die Operation Desecrate One war eine Operation der US-amerikanischen Marine im Pazifikkrieg während des Zweiten Weltkriegs. Sie umfasste im Wesentlichen die Bombardierung der japanischen Stützpunkte auf den Palau-Inseln und diente zur Vorbereitung auf die Operationen Reckless und Persecution, die alliierten Landungen im Westen Neuguineas.

## Vorgeschichte
Nachdem Mitte Februar 1944 der Hauptstützpunkt der japanischen Marine im Südpazifik auf Truk erfolgreich von den Amerikanern ausgeschaltet worden war (→ Operation Hailstone), hatten die Japaner einen Großteil ihrer Flotte nach Palau verlegt. Da von dort aus japanische Einsatzkräfte die geplanten amerikanischen Unternehmungen an der Westküste von Neuguinea gefährden konnten, wurde beschlossen, Palau zu neutralisieren. Die Angriffe auf Palau und die kleineren Stützpunkte auf Yap, Ulithi und Woleai sollten der Zerstörung der dort liegenden Kriegs- und Handelsschiffe dienen. An zweiter Stelle war die Verminung der Eingangspassagen zu den Häfen vorgesehen, um eine zukünftige Nutzung zu unterbinden.
Admiral Raymond A. Spruance beauftragte die Carrier Task Force 58 unter Vice Admiral Marc A. Mitscher mit der Durchführung dieser Operation und stellte ihr als Unterstützung die Support Group 50.15 zur Seite. Insgesamt bestand die Flotte aus fünf großen und sechs kleinen Flugzeugträgern, sechs Schlachtschiffen, vier Geleitträgern, zehn Schweren und acht Leichten Kreuzern, 60 Zerstörern, sowie vier Trossschiffen. Sie stach am 23./24. März von Espiritu Santo und Majuro in Richtung Palau in See.
Schon am 25. März sichteten japanische Aufklärer, die von Truk aus gestartet waren, die zum Sammelpunkt laufenden amerikanischen Einheiten. Auch am Folgetag gelang eine Sichtung, als sich die beiden Verbände südöstlich von Truk vereinigten. Admiral Koga Mineichi erteilte daraufhin den Befehl zum Verlassen des Stützpunkts. Die japanische Hauptstreitmacht mit ihren Trägern lag zu dieser Zeit schon seit Tagen in Tawi-Tawi.

## Die Schlacht
Zwar versuchten japanische Kampfflugzeuge am 28. März die anlaufenden Einheiten auszumachen und anzugreifen, doch das Unterfangen scheiterte. So startete die Operation Desecrate One wie vorgesehen um 6:30 Uhr am 30. März, als die Task Force 58 etwa 165 km südlich von Palau lag. Flugzeuge der Bunker Hill, Lexington und Hornet begannen mit dem Legen von Seeminen über dem Atoll. Insgesamt wurden bis zum Folgetag drei Wellen auf Palau geflogen. Anschließend bombardierten die amerikanischen Trägerflugzeuge Yap, Ulithi und Woleai.
In Palau wurden 31 Hilfs- und Handelsschiffe versenkt (ca. 130.000 BRT), dazu vier U-Boot-Jäger und ein Truppentransporter.
Bei der Flucht von Palau nach Mindanao stürzte Admiral Koga am 31. März mit einem Kawanishi H8K Flugboot ab und kam ums Leben. Er wurde Anfang Mai durch Admiral Toyoda Soemu als Oberbefehlshaber der Kombinierten Flotte (聯合艦隊, Rengō Kantai) ersetzt.
Im Anschluss an die Operation kehrte die Fast Carrier Task Force zum Majuro-Atoll zurück, um sich auf die Operation Desecrate Two, die direkte Unterstützung der Landung bei Hollandia, vorzubereiten.

## Nachspiel
Zur eigentlichen Landung auf den Palaus mit dem Ziel der Gewinnung von Stützpunkten für die geplante Rückeroberung der Philippinen kam es erst fünfeinhalb Monate später, als die Schlacht um die Palau-Inseln mit der Invasion von Peleliu begann.

## Versenkte japanische Schiffe (Auswahl)

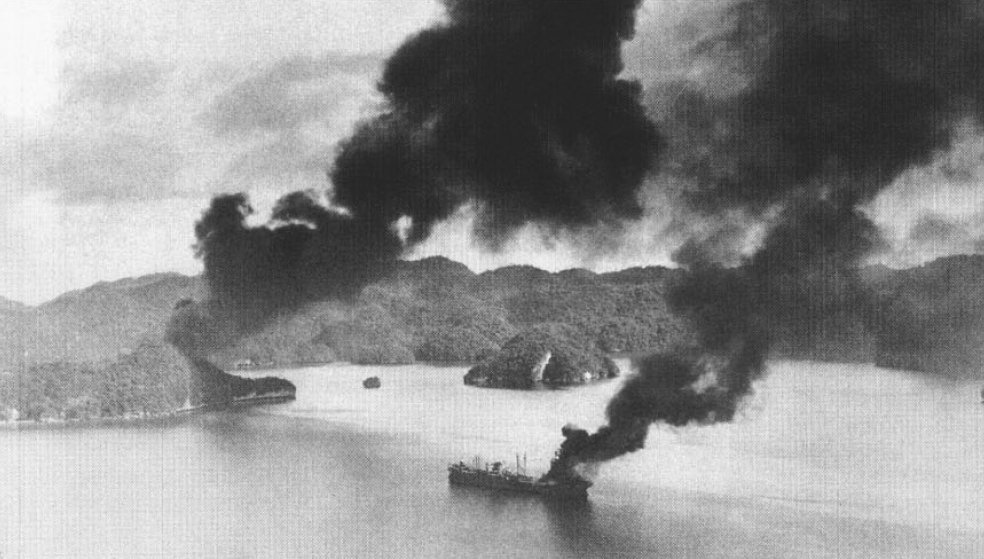
Die brennende Nagisan Maru.

- Irō (Trossschiff): Versenkt durch Trägerflugzeuge der Bunker Hill und Yorktown. War bereits zuvor durch einen Torpedotreffer der Tunny beschädigt worden.
- Chuko Maru (bewaffnetes Handelsschiff): Versenkt durch Trägerflugzeuge der Enterprise.
- Teshio Maru (bewaffnetes Handelsschiff): Versenkt durch Trägerflugzeuge der Bunker Hill und Belleau Wood.
- Amatsu Maru (Trossschiff): Versenkt durch Trägerflugzeuge der Enterprise.
- Ryuko Maru (Handelsschiff): Versenkt durch Trägerflugzeuge der Lexington.
- Nagisan Maru (Truppentransporter): Versenkt durch Trägerflugzeuge der Bunker Hill, Yorktown und Cabot.
- Kamikaze Maru  (Tender): Versenkt durch Trägerflugzeuge der Bunker Hill.